# Delphyre discalis
Delphyre discalis là một loài bướm đêm thuộc phân họ Arctiinae, họ Erebidae.